# Мирандес (футбольный клуб)
«Миранде́с» (исп. CD Mirandés) — испанский футбольный клуб из города Миранда-де-Эбро, в провинции Бургос в автономном сообществе Кастилия-Леон. Клуб основан в 1927 году, домашние матчи проводит на стадионе «Андува», вмещающем 6900 зрителей. В Примере команда никогда не выступала, лучшим результатом является 4-е место в Сегунде в сезоне 2024/25. Главным достижением клуба является выход в полуфинал Кубка Испании в сезоне 2011/12 и в сезоне 2019/20.

## Сезоны по дивизионам
- Сегунда — 11 сезонов
- Сегунда B — 15 сезонов
- Терсера — 50 сезонов
- Региональная лига — 22 сезона

## Достижения
- Сегунда
  - 4-е место: 2024/25
- Сегунда B
  - Вице-чемпион: 2010/11, 2017/18
- Терсера
  - Победитель (4): 1988/89, 2002/03, 2006/07, 2007/08
- Кубок Испании
  - Полуфинал: 2011/12, 2019/20

## Форма

### Домашняя
| 2016/17 | 2017/18 | 2018/19 | 2019/20 | 2020/21 | 2021/22 | 2022/23 | 2023/24 | 2024/25 | 2025/26 |

### Гостевая
| 2016/17 | 2017/18 | 2018/19 | 2019/20 | 2020/21 | 2021/22 | 2022/23 | 2023/24 | 2024/25 | 2025/26 |

### Резервная
| 2020/21 | 2021/22 |

Источники:,